# Polednická hornatina
Polednická hornatina je geomorfologický okrsek nacházející se ve středních a jihozápadních partiích Jizerské hornatiny na severu České republiky. Rozkládá se na ploše o výměře 56,13 km². Tvoří ji výrazně porfyrická žula až granodiorit krkonošsko-jizerského masivu. Je součástí hlavního evropského rozvodí mezi Lužickou Nisou (Baltské moře) a Jizerou (Severní moře). K význanmným vrcholům patří Olivetská hora (885,9 m n. m.), Brdo (875,5 m n. m.), Poledník (863,7 m n. m.) a Nekras (858,7 m n. m.).
Její kryt tvoří převážně lesy, v severní části především bučiny, suťové a smíšené lesy s bukem, smrkem, jedlí, klenem a jilmem. Ve středních částech jsou zbytky smrčin a mladé smrčiny. Jihovýchodní část je tvořena převážně smrčinami s příměsí buku nebo modřínu. Na jihu jsou i místa bez lesů, kde se nacházejí louky a zahrady.
Na území hornatiny se nacházejí také dvě vodní nádrže, a sice Bedřichov a Josefův Důl. Ochrana přírody je zajištěna v rámci Chráněné krajinné oblastí Jizerské hory a vyhlášením menších chráněných lokalit, jako jsou národní přírodní rezervace Jizerskohorské bučiny, která je od roku 2021 Světového dědictví UNESCO, a dále přírodní rezervace Klikvová louka a Nová louka.